# Uomo di Tepexpan
Tepexpan 1, noto come l'Uomo di Tepexpan, è uno scheletro di epoca precolombiana. Fu scoperto dall'archeologo Helmut de Terra nel febbraio del 1947, sulle rive dell'ex Lago Texcoco nel Messico centrale.

## Ritrovamento
Lo scheletro, trovato grazie all'utilizzo di tecniche per la prospezione mineraria, è stato trovato sdraiato a faccia in giù con le braccia sotto il petto e le gambe tirate verso l'alto. Il corpo, molto probabilmente, è affondato nel fango che lo circondava, lasciando scoperte spalle, schiena e fianchi, il che potrebbe spiegare perché mancano quegli elementi, come è anche possibile che il corpo sia stato depositato nel lago.

## Datazione
La datazione del reperto è stata molto dibattuta. Inizialmente i depositi alluvionali ricoperti da strati di carbonato di calcio, insieme ai sedimenti lacustri ed ai depositi più recenti, avevano permesso di datare il sito intorno a circa 8.000-10.000 anni fa. Gli scavi avevano rivelato i resti di cinque mammut che sono stati trovati vicino allo scheletro insieme a scaglie di ossidiana. In seguito, utilizzando metodi al radiocarbonio, i ricercatori hanno concluso che era di età più vicina, intorno a 2.000 anni circa. Nel 2009 usando invece l'analisi degli isotopi dell'uranio, la dottoressa Silvia Gonzalez, professoressa di geoarcheologia presso la John Moore University di Liverpool, ha rilevato un'età compresa tra circa 4.900 e 4.500 anni fa, sostenendo che la contaminazione dei resti ha portato a degli errori nella datazione al radiocarbonio. Altri studiosi hanno affermato che il corpo fosse stato introdotto e cioè sepolto in un secondo momento ma scavato nei materiali del Pleistocene.

## Reperto
Nel suo rapporto preliminare, Helmut de Terra afferma che "Le ossa ritrovate insieme a quelle craniche, indicano che la persona era di sesso maschile". Sulla base dell'analisi del DNA, un archeologo messicano ha proposto che l'uomo di Tepexpan fosse in realtà una donna.
Un'analisi dell'uomo di Tepexpan pubblicata nel 1947 da The Science Newsletter, afferma che l'individuo aveva almeno 40 anni al momento della morte: si è potuto stabilire osservando le "cuciture unite nel cranio" (riferite alle suture) ed alle epifisi fuse nelle ossa lunghe.
Lo scheletro presenta una frattura guarita sull'ulna destra. De Terra ha ipotizzato che a causa della sua frattura e della vicinanza ai fossili di mammut, lo scheletro potrebbe essere stato di un cacciatore ucciso dai suoi simili o ferito a morte durante la caccia. La Science Newsletter afferma che l'individuo soffriva di torcicollo a causa dei numerosi depositi calcarei sulle vertebre cervicali. Ciò significa che molto probabilmente potesse soffrire di artrite.
Nella descrizione della Science Newsletter del 1947 veniva descritto come avente "un cranio a cupola alta e pareti sottili" che conteneva "un cervello delle stesse dimensioni di quelli degli indiani di oggi", una mascella "solidamente costruita" e arcate sopraccigliari "prominenti", nonché un "mento nettamente prominente" che lo separerebbe dai primi uomini di Neanderthal. La dentatura consiste in tre denti della mascella superiore, mentre nella mascella inferiore tutti i molari erano scomparsi prima della morte. Sono invece presenti gli incisivi, i canini (denti oculari) ed i premolari, usurati ma ancora in condizioni decenti.

## Ambiente del Lago Texcoco
L'ambiente del Lago Texcoco intorno al tempo dell'uomo di Tepexpan è stato oggetto di sutdi attarverso l'analisi dei sedimenti e dei fossili dell'area: si trattta di sabbia, argilla e cenere vulcanica, oltre i fossili di diatomee (alghe microscopiche) e di ostracodi (una forma di piccoli crostacei), che hanno permesso di stabilire che il lago era molto profondo, pieno di pesci e circondato da alberi. L'ambiente ha subito grandi cambiamenti negli ultimi 20.000 anni, comprese diverse eruzioni vulcaniche oltre i cambiamenti del livello dell'acqua e dei numerosi tipi di vegetazione. Oggi il lago Texcoco, che si trova nella periferia nord-est di Città del Messico, è quasi interamente prosciugato. La datazione al radiocarbonio della successione sedimentaria mostra un'età compresa tra 19.200 e 2.800 anni circa; in questo arco temporale l'area è stata soggetta a grandi cambiamenti che hanno condiziato fortemente le condizioni di vita delle popolazioni umane preistoriche che vivevano intorno al lago.